# The Last Tycoon
The Last Tycoon (L'últim magnat) és una pel·lícula estatunidenca dramàtica de 1976 dirigida per Elia Kazan i protagonitzada per Robert De Niro. Està basada en la novel·la The Love of the Last Tycoon ("L'amor de l'últim magnat"), de F. Scott Fitzgerald, i va ser adaptada al cinema per Harold Pinter. La pel·lícula és la segona col·laboració entre Kazan i el productor Sam Spiegel, que prèviament havien realitzat La llei del silenci.
La novel·la en la qual es basa la pel·lícula mai va ser acabada per Fitzgerald, pel fet que va morir abans de poder completar-la. És per això que el final del film va ser creat de manera original per a aquest. És l'últim treball que va dirigir Kazan abans de la seva mort.
The Last Tycoon no va rebre l'aclamació crítica que havien rebut la major part de les pel·lícules anteriors de Kazan, però va ser nominat a un Oscar al millor disseny de producció (Gene Callahan, Jack T. Collis, i Jerry Wunderlich).

## Sinopsi
Monroe Stahr és el jove cap de producció i executiu més creatiu d'un dels majors estudis de l'Edat d'Or de Hollywood. És un treballador incansable de la indústria turbulenta a causa de la creació del Sindicat de Guionistes dels Estats Units; Monroe està acostumat a fer els seus subratllaments, inclòs als guionistes, a tot el que digui.
La vida de Monroe transcorre entre rodatges de cinema, maquinacions dels caps de la indústria, discussions amb escriptors i actors i una batalla amb un organitzador sindical anomenat Brimmer, la intrusió del qual percep. Mentrestant, Monroe s'obsessiona amb una jove amb un passat problemàtic, Kathleen Moore, que decideix casar-se amb un altre home, mentre que Cecilia Brady, la filla petita d'un membre del consell de l'estudi, intenta en va fer que Monroe senti per ella el que ella sent per ell.
Pat Brady i altres directius d'estudi es ressenten de l'abandonament i del menyspreu de Monroe per les seves aspiracions. Veient el seu tractament a l'organitzador sindical com la gota que vessa el got, insisteixen que Monroe es prengui un llarg descans. A mesura que les seves dificultats augmenten i la seva salut disminueix, la vida de Monroe corre cap a un crepuscle incert però inevitable que es fa ressò d'una llarga època.

## Repartiment
- Robert De Niro... Monroe Stahr
- Tony Curtis... Rodriguez
- Robert Mitchum... Pat Brady
- Jeanne Moreau... Didi
- Jack Nicholson... Brimmer
- Donald Pleasence... Boxley
- Ray Milland... Fleishacker
- Dana Andrews... Red Ridingwood
- Ingrid Boulting... Kathleen Moore
- Peter Strauss... Wylie
- Theresa Russell... Cecilia Brady
- Tige Andrews... Popolos
- Morgan Farley... Marcus
- John Carradine... Guia turístic
- Jeff Corey… Doctor
- Diane Shalet... Secretària de Stahr
- Seymour Cassel... Entrenador de foques
- Anjelica Huston... Edna

## Adaptació
Francis Scott Fitzgerald va morir abans d'acabar The Last Tycoon. El llibre de 1941, editat per Edmund Wilson amb notes de Fitzgerald, és tècnicament un fragment.
La versió fílmica va tenir la seva adaptació amb guió a càrrec del dramaturg anglès Harold Pinter. El notable escriptor es va deixar portar per la forma inconclusa i fragmentària de la novel·la, i va deixar fluir la narració sense convencions. El protagonista Monroe Stahr és un joveníssim productor d'un gran estudi de cinema. Les seves dites són llei, ja que té l'habilitat de detectar quins productes deixen diners. En tal sentit alliçona a guionistes borratxos i díscols, podent potser ser ell mateix un bon guionista, si s'ho proposés. Però el seu món és un altre. Es tracta d'imaginar el film des del seu inici fins a la seva culminació comercial, i executar-lo sense importar-li res ni ningú.
En una de les seves notes finals al llibre Fitzgerald va escriure en majúscules: "L'acció és personatge." Pinter tria per a elaborar el final de la història, que Fitgerald mai va materialitzar, una apropiació per part del protagonista d'un dels seus consells als guionistes. Així, viu en carn pròpia la situació dramàtica que va imaginar.
Harold Pinter, fidel al seu costum, respecta l'original, traient-li una estranya lluentor als diàlegs. El crític Vincent Canby, sosté a New York Times al novembre de 1976 que:
| « | Cap dels canvis que el senyor Pinter ha fet en la novel·la sembla danyar l'estil del llibre. The Last Tycoon preserva la intel·ligència i la sensibilitat de l'original. La pel·lícula està plena de ressons. La veiem com prenent distància del que està passant, cosa molt apropiada. Fitzgerald va escriure la història com si hagués succeït. | » |

## Temes
El personatge de Monroe Stahr sembla inspirat en Irving Thalberg, cap de producció a la MGM entre finals dels anys '20 i '30. La topografia de l'acció pertany al Hollywood dels daurats trenta, quan els estudis produïen de 30 a 40 pel·lícules a l'any, i cada set de rodatge podia abordar simultàniament escenografies que referissin llocs com Nova York, Àfrica, el pol Sud i Montmartre. L'escenari de la pel·lícula té un vincle estret amb les històries de Hollywood del temps que narra, així com amb la pròpia vida i la carrera de Fitzgerald.
Igual que l'imaginari Stahr, Thalberg, un "nen prodigi" fins a la seva mort a l'edat de 37 en 1936, va ser tingut alta estima dins i fora de Hollywood. Semblava ser capaç d'anticipar l'èxit o el fracàs de les pel·lícules, la qual cosa li permetia saber quant havia de gastar en cada producció per a fer-la rendible. Monroe Stahr, interpretat amb passió reticent per Robert De Niro (que el seu lacònic bon aspecte, sembla una fosca idealització de Thalberg) té la mateixa habilitat, però amb el temps es converteix en una víctima dels nous inversors de Hollywood, associats a Wall Street, als bancs i als sindicats, tal com Fitzgerald imaginava que succeiria en el futur. Thalberg va morir sense conèixer la derrota. Stahr és abordat per ella.
Els grans temes de Fitgerald, que Kazan fa brillar, són l'ambició coartada i l'amor no correspost.